# منطقه قزلار قلعه‌سی
منطقه قزلار قلعه سی مربوط به هزاره اول قم است و در شهرستان بناب، بخش مرکزی، روستای زوارق واقع شده و این اثر در تاریخ ۲۵ اسفند ۱۳۷۹ با شمارهٔ ثبت ۳۰۹۵ به‌عنوان یکی از آثار ملی ایران به ثبت رسیده است.